# یوهین چانه‌سیاه
یوهین چانه‌سیاه (نام علمی: Yuhina nigrimenta) نام یک گونه از سرده یوهین است.